# Untersteinbach (Pfedelbach)
Untersteinbach is een plaats in de Duitse gemeente Pfedelbach, deelstaat Baden-Württemberg, en telt 1332 inwoners (2005).